# Henric Adolph Wallberg
Henric Adolph Wallberg, född 6 december 1769 i Mogata församling, Östergötlands län, död 12 september 1829 i Å församling, Östergötlands län, var en svensk präst.

## Biografi
Henric Adolph Wallberg föddes 1769 i Mogata församling. Han var son till inspektorn Henric Wallberg och Märta Silfverarm i Sörby. Wallberg studerade i Söderköping och blev 1788 löjtnant vid Ölands fria korps artilleri. Han blev 1790 löjtnant vid Kungliga artilleriregementet och deltog i finska kriget. Höstterminen 1795 blev han student vid Lunds universitet och prästvigdes 18 mars 1796. Wallberg blev 11 oktober 1799 skolmästare vid Gustavianska barnhuset i Norrköping, tillträde 1800 och var även från 21 oktober 1821 spinnhuspredikant i Norrköping. Han avträdde båda tjänsterna 1 oktober 1804 och blev 1806 predikant vid Lundsbrunn i Skara stift. Den 22 november 1809 blev han komminister i Vadstena församling, tillträdde direkt och avlade 5 juni 1816 pastoralexamen. Wallberg blev 21 januari 1818 kyrkoherde i Å församling, tillträde 1820. Han avlade 1829 i Å församling.

### Familj
Wallberg gifte sig första gången 21 februari 1792 med Beata Maria Ridderstråhle (1764–1810). Hon var dotter till majoren Kaspar Henric Ridderstråhle vid Norra skånska kavalleriregementet och Margareta Hammar. De fick tillsammans sonen kontorsskrivaren Caspar Henric Wallberg  (född 1792) vid postverket. Ridderstråhle och Wallberg skiljde sig 1804.
Wallberg gifte sig andra gången 28 december 1809 med Ulrica Carolina Ekström (1772–1821). Hon var dotter till inspektorn Nils Ekström och Lovisa Ulrica Köhler på Bispmotala. De fick tillsammans barnen teckningsläraren Carl Henrik Wallberg i Linköping, färgaren Adolph Ulric Wallberg (född 1812) i Norrköping och förvaltaren Gustaf Israel Wallberg (1815–1887) på Almnäs slott i Västergötland.
Wallberg gifte sig tredje gången 20 januari 1824 med Catharina Charlotta Hjort (1786–1855). De fick tillsammans barnen Nils Olof Wallberg (1824–1828) och bokförläggaren Marcus Werner (född 1826–1901) i Norrköping.